# Gassin

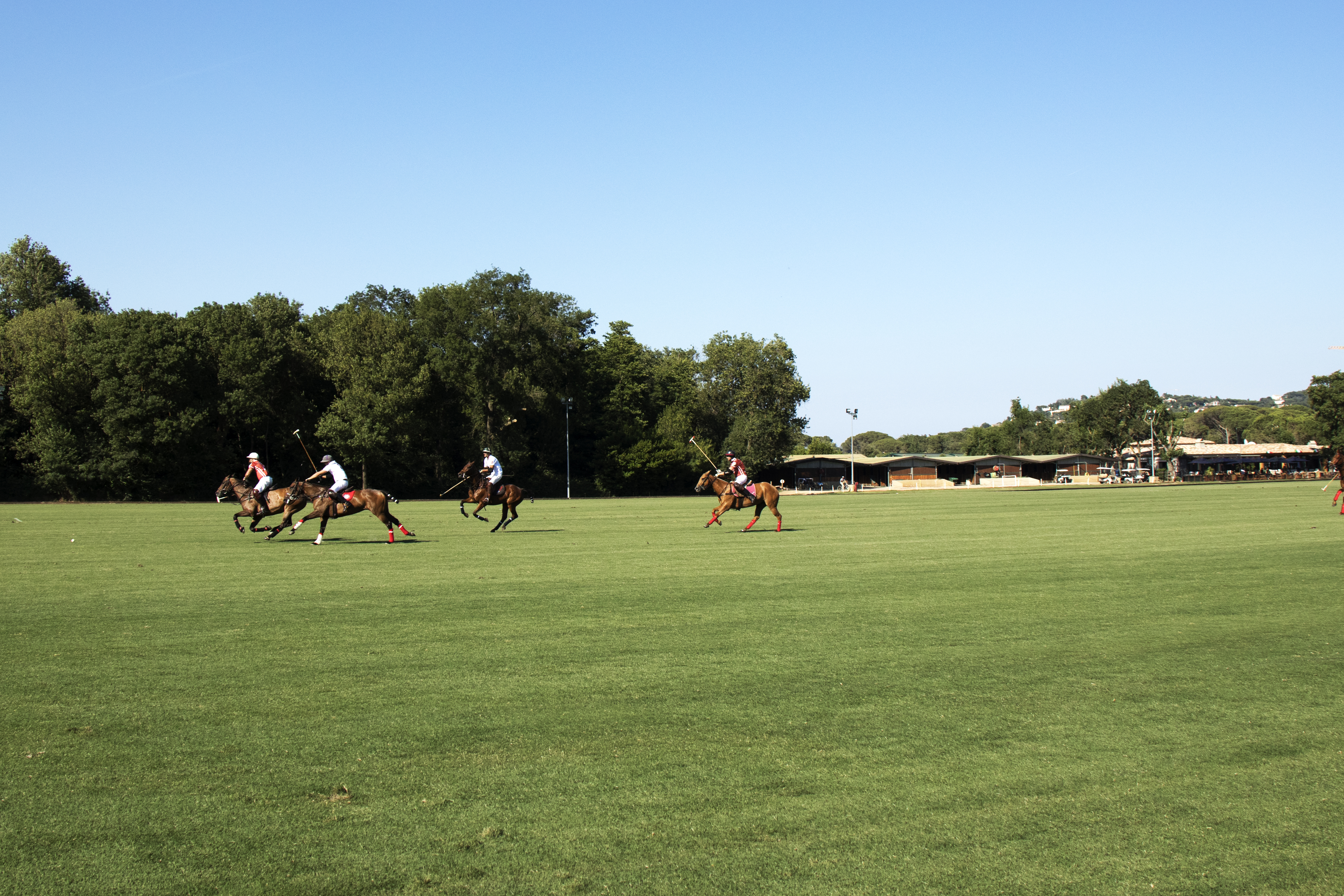
Polo Club Saint Tropez in Gassin

Gassin ist eine französische Gemeinde mit 2674 Einwohnern (Stand 1. Januar 2022) an der Mittelmeerküste (Côte d’Azur) im Département Var in der Region Provence-Alpes-Côte d’Azur. Sie gehört zum Kanton Sainte-Maxime im Arrondissement Draguignan.
Von der Vereinigung Les Plus Beaux Villages de France wurde Gassin zu einem der schönsten Dörfer Frankreichs erklärt.

## Geografie
Gassin liegt etwa vier Kilometer vom Meer entfernt auf einer felsigen Anhöhe in der Mitte der Halbinsel von Saint-Tropez.

## Sehenswürdigkeiten
Das Dorf hat mit seinen verwinkelten Gassen und alten Häusern seinen ursprünglichen provenzalischen Charakter erhalten. Sehenswert ist die im wörtlichen Sinn herausragende Lage, die einen Rundblick über Weinberge, Wälder und den Golf von Saint-Tropez bietet. Von der weiter oben gelegenen Festungsanlage erweitert sich dieser Blick bis zu den Îles d’Hyères, dem Maurenmassiv, der Bucht von Cavalaire und, wenn der Mistral weht, bis zu den schneebedeckten Gipfeln der französischen Alpen.

## Persönlichkeiten
Gassin ist der Geburtsort der folgenden Personen:
- Dominique You (* 1955), Bischof von Santíssima Conceição do Araguaia in Brasilien
- Inès de la Fressange (* 1957), Model
- Emmanuelle Béart (* 1963), Schauspielerin
- David Ginola (* 1967), Fußballer
- Sarah Biasini (* 1977), Schauspielerin
- Arthur Rinderknech (* 1995), Tennisspieler
- Eliesse Ben Seghir (* 2005), französisch-marokkanischer Fußballspieler